# Factotum (roman)
Pour les articles homonymes, voir Factotum.
Pour le film de Bent Hamer sorti en 2005, voir Factotum (film).
Factotum (titre original : Factotum) est le deuxième roman de Charles Bukowski paru en 1975, chez Black Sparrow Press. Il est traduit et publié en France aux éditions Grasset en 1984 dans une traduction de Brice Matthieussent.

## Résumé
Charles Bukowski raconte depuis 1944 et, l'immédiat après-guerre, sa bohème. À savoir, les péripéties de son alter ego, Henry Chinaski, à travers les États-Unis. Celui-ci, toujours en quête de différents emplois, est préoccupé par deux choses: boire et écrire. Il rédige à la main, des nouvelles qu'il envoie, sans aucune illusion, aux maisons d'éditions et grands magazines. L'une d'entre elles est acceptée :

« Je me suis levé avec ma lettre d'acceptation à la main. MA PREMIÈRE. Venant du premier magazine littéraire américain. Le monde ne m'était jamais apparu si bon, si plein de promesses. J'suis allé vers le lit, j'me suis assis, j'ai relu. J'ai scruté chaque boucle de la signature manuscrite de Gladmore. J'me suis levé, j'ai emmené la lettre à la commode et j'l'ai posée dessus. Puis j'me suis déshabillé, j'ai éteint les lumières et j'me suis mis au lit. J'arrivais pas à dormir. J'me suis levé, j'ai allumé la lumière, me suis pointé devant la commode et je l'ai relue: "Cher Mr. Chinaski" »

— Charles Bukowski, Factotum, Grasset 1984, pp. 69-70
Henry Chinaski fait la connaissance de Jan, alcoolique et pilier de bar comme lui, elle lui conseille de parier sur les courses de chevaux. Ils se heurtent, se rabibochent. Mais partout la même folie, le même ennui, les mêmes combines minables...

## Adaptation
Factotum est adapté sous le même titre dans un film américano-norvégien réalisé par Bent Hamer sorti en 2005.